# Tranquility Base Hotel & Casino
Tranquility Base Hotel & Casino är det sjätte studioalbumet av den brittiska musikgruppen Arctic Monkeys. Albumet släpptes den 11 maj 2018 via skivbolaget Domino. Skivan producerades av James Ford tillsammans med frontmannen Alex Turner. 
Albumets sound är radikalt annorlunda jämfört med gruppens tidigare skivor då loungemusik varit en stor inspirationskälla. Turner har också nämnt Dions Born to Be with You och Leonard Cohens Death of a Ladies' Man som album som inspirerade honom under inspelningarna. Albumet satte försäljningsrekord i Storbritannien där det också nådde förstaplatsen på albumlistan, det kom att bli det bäst säljande albumet på vinyl sedan 25 år tillbaka i landet.

## Låtlista[4]
| 1.           | Star Treatment                                  | 5:54  |
| 2.           | One Point Perspective                           | 3:28  |
| 3.           | American Sports                                 | 2:38  |
| 4.           | Tranqulity Base Hotel & Casino                  | 3:31  |
| 5.           | Golden Trunks                                   | 2:53  |
| 6.           | Four Out of Five                                | 5:12  |
| 7.           | The World's First Ever Monster Truck Front Flip | 3:00  |
| 8.           | Science Fiction                                 | 3:05  |
| 9.           | She Looks Like Fun                              | 3:02  |
| 10.          | Batphone                                        | 4:31  |
| 11.          | The Ultracheese                                 | 3:37  |
| Total längd: | Total längd:                                    | 40:51 |

## Singlar
Albumet släpptes utan att ha föregåtts av något singelsläpp, däremot marknadsfördes Four Out of Five och Tranquility Base Hotel & Casino som singlar efter albumets släpp. Den sistnämnda fick även en singelrelease på streamingtjänster, innehållandes en ny B-sida vid namn Anyways.